# Рождественский сельсовет (Новосибирская область)
Рождественский сельсовет — сельское поселение в Купинском районе Новосибирской области Российской Федерации.
Административный центр — село Рождественка.

## История
Статус и границы сельского поселения установлены Законом Новосибирской области от 2 июня 2004 года № 200-ОЗ «О статусе и границах муниципальных образований Новосибирской области»

## Население
| 2002 | 2010 | 2012 | 2013 | 2014 | 2015 | 2016 |
| ---- | ---- | ---- | ---- | ---- | ---- | ---- |
| 856  | ↘721 | ↘689 | ↗701 | ↘691 | ↘677 | ↘667 |
| 2017 | 2018 | 2019 | 2020 | 2021 |      |      |
| ↘665 | ↘652 | ↘634 | ↘633 | ↘614 |      |      |

## Состав сельского поселения
| № | Населённый пункт | Тип населённого пункта       | Население |
| - | ---------------- | ---------------------------- | --------- |
| 1 | Рождественка     | село, административный центр | ↘665      |